# Municipio de Liberty (condado de Schuyler)
El municipio de Liberty (en inglés: Liberty Township) es un municipio ubicado en el condado de Schuyler en el estado estadounidense de Misuri. En el año 2010 tenía una población de 1022 habitantes y una densidad poblacional de 10,78 personas por km².

## Geografía
El municipio de Liberty se encuentra ubicado en las coordenadas 40°32′49″N 92°30′43″O / 40.54694, -92.51194. Según la Oficina del Censo de los Estados Unidos, el municipio tiene una superficie total de 94.84 km², de la cual 94,37 km² corresponden a tierra firme y (0,49 %) 0,46 km² es agua.

## Demografía
Según el censo de 2010, había 1022 personas residiendo en el municipio de Liberty. La densidad de población era de 10,78 hab./km². De los 1022 habitantes, el municipio de Liberty estaba compuesto por el 98,34 % blancos, el 0,1 % eran afroamericanos, el 0,39 % eran asiáticos, el 0,1 % eran de otras razas y el 1,08 % eran de una mezcla de razas. Del total de la población el 0,49 % eran hispanos o latinos de cualquier raza.